# Alfred Schirokauer
Alfred Schirokauer, né le 13 juillet 1880 à Breslau (royaume de Prusse) et mort le 27 octobre 1934 à Vienne (Autriche), est un romancier, scénariste et réalisateur allemand.

## Biographie
Alfred Schirokauer a réalisé trois films à l'époque du muet. De nombreux films ont été basés sur ses romans dont plusieurs adaptations de Lucrèce Borgia. Après la montée au pouvoir du parti nazi en 1933, il émigre à Amsterdam puis en Autriche où il meurt l'année suivante.

## Romans
- Die Graue Macht (1910)
- Ferdinand Lassalle. Ein Leben für Freiheit und Liebe (1912)
- August der Starke, Bong, Berlin (1916)
- Lukrezia Borgia (1925)
- Die Frau von gestern und morgen (1928)
- Die unmögliche Liebe (1929)
- Paiva, reine de l'amour (1935)

## Pièces de théâtre
- Karrière (avec Paul Rosenhayn, 1924)

## Filmographie (sélection)
- Ferdinand Lassalle, réalisé par Rudolf Meinert (Allemagne, 1918, d'après le roman Ferdinand Lassalle. Ein Leben für Freiheit und Liebe )
- Die graue Macht, réalisé par Fred Stranz (Allemagne, 1923, d'après le roman Die graue Macht )
- Le Fiacre n° 13 de Michael Curtiz (Allemagne, 1926), d'après un roman de Xavier de Montépin
- Die Frau von gestern und morgen, réalisé par Heinz Paul (Allemagne, 1928, d'après le roman Die Frau von gestern und morgen )
- Careers, réalisé par John Francis Dillon (1929, d'après la pièce Karriere )
- Unmögliche Liebe, réalisé par Erich Waschneck (Allemagne, 1932, d'après le roman Die unmögliche Liebe )
- Lucrèce Borgia, réalisé par Abel Gance (France, 1935, d'après le roman Lukrezia Borgia )
- Lucrezia Borgia, réalisé par Luis Bayón Herrera (Argentine, 1947, d'après le roman Lukrezia Borgia )
- Idol of Paris, réalisé par Leslie Arliss (Royaume-Uni, 1948, d'après le roman Paiva, Queen of Love )
- Lucrèce Borgia, réalisé par Christian-Jaque (France, 1953, d'après le roman Lukrezia Borgia )

### Scénariste
- 1913 : Das verschleierte Bild von Groß-Kleindorf
- 1915 : Das Abenteuer des Van Dola
- 1916 : Werner Krafft
- 1919 : Am Weibe zerschellt
- 1919 : Die nicht sterben dürfen
- 1919 : Der Tod von Phaleria
- 1920 : Der Sprung ins Dunkle
- 1920 : Die Nacht der Entscheidung
- 1920 : Frauenruhm
- 1920 : George Bully
- 1920 : Der Totenkopf
- 1921 : Der große Chef
- 1921 : Camera obscura
- 1921 : Der Brunnen des Wahnsinns
- 1921 : Die Faust des Schicksals  (aussi réalisation)
- 1921 : 2: Frauenbeichte  (trois parties)
- 1922 : Die Erlebnisse einer Kammerzofe
- 1922 : Der Favorit der Königin
- 1922 : Die Rache des Marquis Dokama
- 1923 : Opfer der Liebe
- 1923 : Die graue Macht
- 1924 : Der Weg zu Gott / Das Schicksal des Thomas Balt
- 1924 : Mutter und Sohn  (aussi réalisation)
- 1925 : Der Hahn im Korb
- 1925 : Die Blumenfrau vom Potsdamer Platz
- 1925 : Die Frau für 24 Stunden
- 1926 : Der dumme August des Zirkus Romanelli
- 1926 : Fünf-Uhr-Tee in der Ackerstraße
- 1926 : Fiaker Nr. 13
- 1926 : Die Flucht in die Nacht
- 1927 : Primanerliebe
- 1927 : Die Jagd nach der Braut
- 1927 : Colonialskandal (Liebe im Rausch)
- 1927 : Die Insel der verbotenen Küsse
- 1927 : Das Mädchen ohne Heimat
- 1927 : Der Orlow
- 1927 : Üb’ immer Treu’ und Redlichkeit
- 1927 : Ein Tag der Rosen im August … da hat die Garde fortgemußt
- 1927 : Der Himmel auf Erden  (uniquement réalisation)
- 1928 : Adam und Eva
- 1928 : Herkules Maier
- 1929 : Sturmflut der Liebe
- 1929 : Autobus Nr. 2
- 1929 : Priscillas Fahrt ins Glück (The Runaway Princess)
- 1929 : Fräulein Fähnrich
- 1930 : Student sein, wenn die Veilchen blühen
- 1930 : Das Erlebnis einer Nacht
- 1930 : Namensheirat
- 1930 : Boykott (Primanerehre)
- 1931 : Der Fall des Generalstabs-Oberst Redl
- 1931 : Elisabeth von Österreich
- 1931 : Kadetten
- 1932 : Ein Auto und kein Geld
- 1935 : De familie van mijn vrouw
- 1936 : August der Starke de Paul Wegener